# クシェミオンキ
クシェミオンキ（Krzemionki、ポーランド語発音: [kʃɛˈmjɔnkʲi] クシェミョンキ）あるいはクシェミョンキ・オパトフスキェ（Krzemionki Opatowskie、ポーランド語発音: [kʃɛˈmjɔnkʲi ˌɔpaˈtɔfskʲɛ];〈オパトゥフ（Opatów）のシリカ坑〉）は、ポーランドの都市オストロヴィエツ・シフィエントクシスキ（Ostrowiec Świętokrzyski）の北東約8キロメートルに位置する、ジュラ紀後期の縞状燧石を抽出するための新石器時代および青銅器時代初期の燧石鉱山群の1つである。これはイングランドのグリムズ・グレイヴスおよびベルギーのスピエンヌの新石器時代の火打石の鉱山発掘地とともに、ヨーロッパで最大の先史時代の燧石鉱山群の1つである。

## 概要
クシェミオンキでの燧石採掘は紀元前3900年頃に始まり、紀元前1600年頃まで続いた。新石器時代には、燧石採掘エリアを300キロメートルまで広げた漏斗状ビーカー文化のメンバーが、この鉱山を使用していた。球状アンフォラ文化はまた、約500キロの探査の面積を拡大し、さらに激しくピットを使用していた。
この場所は、1994年10月16日に指定されたポーランドの歴史的記念碑である。そのリストはポーランド国家遺産局によって維持されている。2019年7月6日、クシェミオンキの先史時代の縞状燧石採掘地域はユネスコの世界遺産に登録された。

## 鉱業の歴史

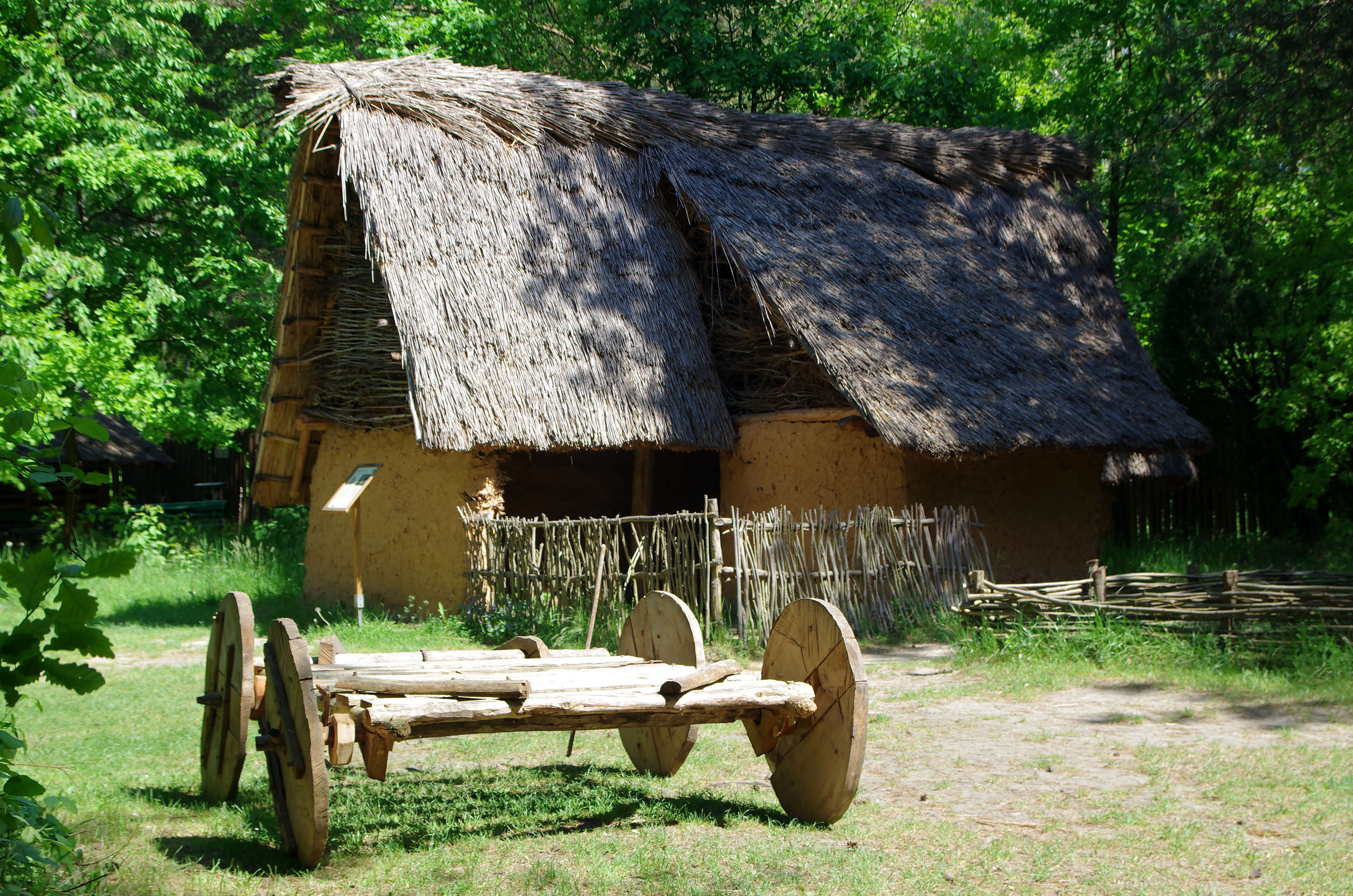
鉱山の上に再建された新石器時代の集落

採掘エリアは長さ4.5キロメートル、幅25-180メートルで、78.5ヘクタールの面積をカバーしている。深さ9メートルの4000以上の坑道が知られており、井戸の直径は4-12メートル。一部の縦坑は、「アディット」と呼ばれるアクセスまたは排水を目的として、短い水平通路で接続されている。それらは高さ55-120センチメートルで、約4.5kmの領域をカバーしている。珍しい新石器時代の写真がこれらのいくつかのアディットの壁に刻まれている。
クシェミオンキの燧石は、紀元前4千年紀から紀元前2千年紀の半ば（紀元前3000年から紀元前1600年）にかけて、主に手斧で燧石を発掘した線帯文土器文化、球状アンフォラ文化、ミェジャノヴィツェ文化（Mierzanowice culture）の人々によって利用されていた。クシェミオンキの縞模様の燧石は、主に斧とノミの製造に使用された。これらの道具は、クシェミオンキ鉱山から660km離れた場所で大量に取引されていた。鉱山の開発の主な期間は、紀元前2500年から紀元前2000年であった。クシェミオンキでの燧石採掘は、紀元前1800年から紀元前1600年にかけて衰退し始めた。
次の世紀に、クシェミオンキ鉱山地区は散発的に訪問されただけであった。鉱山の近くの村は、1509年に歴史的に最初に言及され、シドウォヴィエツ（Szydłowiec）のヤクプ（Jakub）という男が所有していた。この地域の多数の小さな石灰石採石場は、20世紀前半に石灰の生産に使用された。

## 科学調査と観光の歴史
鉱山は1922年に地質学者のヤン・サムソノヴィチ（Jan Samsonowicz）によって発見された。考古学者ステファン・クルコフスキ（Stefan Krukowski）が率いる考古学調査は1923年に始まった。第二次世界大戦後、科学チームの長は、特に1958年から1961年にクシェミオンキ鉱山を探索したタデウシュ・ジュロフスキ（Tadeusz Żurowski）であった。1967年、クシェミオンキ鉱山は考古学保護区に指定され、1995年には自然保護区に指定された。
1950年代後半から、観光客の小グループがクシェミオンキ鉱山を訪れていた。鉱山は、1985年6月11日に大規模な観光ルートが開放された。1990年6月10日に、2番目の地下観光ルートが開通し1992年に野外考古学博物館が奉納された。地下観光ルートの長さは465メートル、最深部の深さは11.5メートルであった。

## 登録基準
この世界遺産は世界遺産登録基準のうち、以下の条件を満たし、登録された（以下の基準は世界遺産センター公表の登録基準からの翻訳、引用である）。
- (3) 現存するまたは消滅した文化的伝統または文明の、唯一のまたは少なくとも稀な証拠。
- (4) 人類の歴史上重要な時代を例証する建築様式、建築物群、技術の集積または景観の優れた例。